# Goodbye Enemy Airship the Landlord Is Dead
Goodbye Enemy Airship the Landlord Is Dead es el segundo álbum de Do Make Say Think. Fue lanzado en marzo de 2000 por Constellation Records.
El álbum entero, salvo "The Apartment Song" y "Goodbye Enemy Airship", fue grabado en un establo propiedad de los abuelos del tecladista Jason MacKenzie. Debido a la localización rural, sonidos nocturnos, como grillos chillando pueden ser oídos durante todo el álbum. Las otras dos pistas fueron grabadas en el estudio radial CIUT-FM de la Universidad de Toronto, dónde la mayoría de su álbum epónimo fue grabado.

## Lista de canciones
1. «When Day Chokes the Night» – 6:38
2. «Minmin» – 8:23
3. «The Landlord Is Dead» – 5:39
4. «The Apartment Song» – 3:52
5. «All of This Is True» – 7:46
6. «Bruce E Kinesis» – 3:39
7. «Goodbye Enemy Airship» – 12:37

## Intérpretes

### Do Make Say Think
- Ohad Benchetrit – guitarra eléctrica, bajo, saxofón, flauta
- Jason Mackenzie – teclados, efectos
- David Mitchell – batería
- James Payment – batería
- Justin Small – guitarra eléctrica, bajo, teclados
- Charles Spearin – guitarra eléctrica, bajo, trompeta

### Técnicos
- Do Make Say Think – productor
- Ohad Benchetrit – mezcla, masterización
- Charles Spearin – mezcla, masterización
- Stephanie Small – fotografía de tapa
- Aaron Pocock – fotografía de solapas internas